# Észak-Korea és Ukrajna kapcsolatai
Az Észak-Korea és Ukrajna közötti kapcsolat a Koreai Népi Demokratikus Köztársaság (Észak-Korea) és Ukrajna közötti kétoldalú kapcsolat. A két ország 1992 júliusa óta tart fenn diplomáciai kapcsolatot; Ukrajna 2022 júliusában megszakította diplomáciai kapcsolatait Észak-Koreával.

## Történelem
A két ország az 1990-es évek óta tart fenn hivatalos kapcsolatokat. 1992. szeptember 1-jén Észak-Korea és Ukrajna diplomáciai kapcsolatokat létesített, majd 1998-ban Észak-Korea kivonta ukrajnai nagykövetségét.
Észak-Korea 2017-ben elismerte a Krímet orosz területnek. Ez azonban egy olyan időszakban történt, amikor az amerikai kormányzatnak és Észak-Koreának lehetősége volt tárgyalni, és az USA és Észak-Korea közötti kapcsolatok(en) enyhültek. Ukrajna nem reagált drasztikusan.
A két ország 2022. július 13-án szakított. Észak-Korea oroszországi nagykövete bejelentette a külvilágnak, hogy elismeri a Donyecki és Luganszki Népköztársaságot, Ukrajna pedig azonnal megszakította diplomáciai kapcsolatait Észak-Koreával. Volodimir Olekszandrovics Zelenszkij ukrán elnök a Telegramon keresztül közleményt adott ki, hogy nagyon határozottan fog reagálni Észak-Korea lépésére.

## Fordítás
Ez a szócikk részben vagy egészben  a(z)   朝鲜－乌克兰关系 című kínai Wikipédia-szócikk ezen változatának fordításán alapul.  Az eredeti cikk szerkesztőit annak laptörténete sorolja fel. Ez a jelzés csupán a megfogalmazás eredetét és a szerzői jogokat jelzi, nem szolgál a cikkben szereplő információk forrásmegjelöléseként.